# Poschheider Mühle
Die Poschheider Mühle ist eine ehemalige Wassermühle in der bergischen Großstadt Solingen. An der Poschheider Mühle liegen die Ursprünge des Unternehmens Bremshey, das bis zu seinem Konkurs 1982 zu den bedeutendsten Unternehmen der Stadt zählte. Heute dient die seit 1958 stillgelegte Mühle als Betriebsstätte für den Forstbetrieb des Stadtdienstes Natur und Umwelt der Stadt Solingen.

## Geographie
Die Poschheider Mühle befindet sich im Nordosten der Ohligser Innenstadt am Ufer des Lochbachs, seit Trassierung der Eisenbahnstrecke wird dieses Gebiet als Ohligser Oberland bezeichnet. Das umgebende, dicht bewaldete Lochbachtal zerteilt die heute dichter besiedelten Wohnviertel rund um Engelsberg und Deusberg im Norden sowie Poschheide und Suppenheide im Süden. Bei der Poschheider Mühle durchquert die Straße Wahnenkamp/Deusberger Straße das Tal und verbindet beide Gebiete miteinander.

## Etymologie
Die Mühle hat ihren Namen von der angrenzenden Hofschaft Poschheide. Dieser Ortsname wiederum leitet sich von Paasheide ab, der sich – wie auch der Gräfrather Ortsname Paashaus – von dem Familiennamen Paas ableitet. Das Suffix -heide ist ein in vielen Fällen im Solinger Raum seit dem 17. Jahrhundert vorkommender Bestandteil von Ortsnamen, der eine Umgebung bezeichnet, in der Heidekräuter wachsen.

## Geschichte
Die Hofschaft Poschheide lässt sich bis ins 17. Jahrhundert zurückverfolgen, die zugehörige Mühle wohl mindestens bis in das Jahr 1683/84. In der ersten gesicherten urkundlichen Erwähnung heißt es, die Mühle sei keine Zwangsmühle. Im Jahre 1715 ist die Mühle auch in der Karte Topographia Ducatus Montani, Blatt Amt Solingen, von Erich Philipp Ploennies verzeichnet. Bis in die 1730er Jahre geriet die Mühle in einen so schlechten Zustand, dass sie neu errichtet werden musste, was im Jahre 1741 geschah. Davon zeugt die noch vorhandene Balkeninschrift über einer der Türen im ältesten Gebäudeteil. In der Mahlmühle wurde neben Roggen und Weizen auch Gerste gemahlen, zu Beginn des 19. Jahrhunderts waren auch ein Back- und ein Brauhaus vorhanden.
Im Jahre 1857 erwarb der 31-jährige Schlosser Caspar Wilhelm Bremshey einen Teil der Mühle und richtete dort eine mechanische Werkstatt ein, in der er sich zunächst an die Fabrikation von Kassenschlössern machte. 1858 verwendete er eine 5-PS-Dampfmaschine und stellte auf die Produktion von Waffen um. Bremshey, der sich mit seinem Unternehmen später auf die Herstellung von Gebrauchsgütern wie Taschenschirmen spezialisierte, zog bereits 1862 in ein neues Fabrikgebäude am heute nach ihm benannten Bremsheyplatz im späteren Ohligser Zentrum.
Die Mühle wurde in den Ortsregistern der Honschaft Merscheid innerhalb des Amtes Solingen geführt. Die Topographische Aufnahme der Rheinlande von 1824 verzeichnet die Mühle allerdings nicht, in der Preußischen Uraufnahme von 1844 ist sie unbeschriftet verzeichnet. Nach Gründung der Mairien und späteren Bürgermeistereien Anfang des 19. Jahrhunderts gehörte Poschheider Mühle zur Bürgermeisterei Merscheid, die 1856 zur Stadt erhoben und im Jahre 1891 in Ohligs umbenannt wurde.
1815/16 lebten zehn Einwohner im Wohnplatz Posheider Mühle. 1832 war der Ort weiterhin Teil der Honschaft Merscheid innerhalb der Bürgermeisterei Merscheid, dort lag er in der Flur VI. Poschheide. Der nach der Statistik und Topographie des Regierungsbezirks Düsseldorf als Fruchtmühle kategorisierte Ort besaß zu dieser Zeit zwei Wohnhäuser, ein landwirtschaftliches Gebäude und ein Mühlengebäude. Zu dieser Zeit lebten neun Einwohner im Ort, davon zwei katholischen und sieben evangelischen Bekenntnisses. Die Gemeinde- und Gutbezirksstatistik der Rheinprovinz führt den Ort 1871 mit zwei Wohnhäusern und 24 Einwohnern auf.
Im Jahre 1868 erwarb ein Mitglied der Familie Kortenhaus die Mühle, auch davon zeugt eine noch vorhandene Türinschrift. Die Mühle blieb daraufhin bis ins 20. Jahrhundert im Familienbesitz. 1933 wurde ein Getreidesilo errichtet, eine im Bergischen Land zur damaligen Zeit neuartige Form der Warenspeicherung. Während des Zweiten Weltkriegs wurden zahlreiche Mühlen zerstört und in der frühen Nachkriegszeit viele davon wieder aufgebaut, obwohl der Brotverbrauch mit den Jahren deutlich sank. Um überschüssige Kapazitäten abzubauen, trat 1957 das Mühlengesetz in Kraft, das zur Betriebsstilllegung von kleinen und mittleren Mühlen führte, so auch bei der Poschheider Mühle, die den Mahlbetrieb 1958 endgültig einstellte. Und dies, obwohl noch 1947/1948 umfangreiche Modernisierungen und Erweiterungen an der Mühle durchgeführt worden waren.
Mit der Städtevereinigung zu Groß-Solingen im Jahre 1929 wurde die Mühle nach Solingen eingemeindet. Seit dem 6. Januar 1987 steht das Gebäude mit der Adresse Poschheide 24, 25, 26, 28 unter Denkmalschutz. In den Jahren 1961/1962 geriet die Stadt Solingen in den Besitz der ehemaligen Mühlenanlage und nutzt sie seither als Betriebsstätte für den Forstbetrieb der Stadt. Auch Wohnungen sind teilweise in den Gebäuden entstanden. Im Lager der Mühle sollen sich auch die Einzelteile des 1978 am Schlagbaum abgebauten Fischerhauses befunden haben, eines bergischen Patrizierhauses von 1761, bevor die Teile dort verfaulten und eine Translozierung nicht mehr möglich war.